# Ad nauseam
Ad nauseam (з лат., дослівно — до нудоти, сутнісно  — до відрази) — латинська сентенція, яка використовується для опису аргументу, який триває надто довго (детально, нав'язливо, одноманітно) — образно, аж виникнення «нудоти».
Наприклад, ця фраза, вжита Григорієм Грабовичем у реченні  «Це, очевидно, є патос, який ми звикли чути від шкільної лавки по сьогоднішній день — ad nauseam», означає, що всі, хто був дотичним до постійного й одноманітного «потоку» патосу втомилися від цього.

## Етимологія
В Американському словнику спадщини (англ. American Heritage Dictionary) ця фраза визначається як: «Argumentum ad nauseam (укр. аргумент до нудоти) або argument from repetition (укр. аргумент, що повторюється) або argumentum ad infinitum (укр. аргумент до нескінченності) — це аргумент, який настільки часто повторюється (можливо різними людьми), що в усіх дискутантів пропадає бажання продовжувати його обговорення. В окремих випадках, але не завжди, аргументація Ad nauseam може бути формою "останнього доказу"».